# دوري بوتان الوطني لكرة القدم 2012–13
دوري بوتان الوطني لكرة القدم 2012–13 هو الموسم 28 من دوري بوتان الوطني لكرة القدم. أقيم خلال الفترة 23 ديسمبر 2012 وحتى 24 فبراير 2013، وأشرف على تنظيمه اتحاد بوتان لكرة القدم، وكان عدد الأندية المشاركة فيه 6، وفاز فيه نادي ييدزين.